# Onosma iranshahrii
Onosma iranshahrii är en strävbladig växtart som beskrevs av A. Ghahreman och F. Attar. Onosma iranshahrii ingår i släktet Onosma och familjen strävbladiga växter. Inga underarter finns listade i Catalogue of Life.